# Argyrodes sextuberculosus
Argyrodes sextuberculosus är en spindelart som beskrevs av Embrik Strand 1908. Argyrodes sextuberculosus ingår i släktet Argyrodes och familjen klotspindlar. Utöver nominatformen finns också underarten A. s. dilutior.